# 新兴县站
新兴县站位于广东省云浮市新兴县新城镇，是广茂铁路线上的一座四等站，于1991年投入使用。离广州站152公里，距茂名站207公里，隶属中国铁路广州局集团三茂铁路股份有限公司管辖。客运可办理旅客乘降及行李、包裹托运；货运可办理整车、零担货物到发。
本站因客流量较小，已于2012年7月停止客运功能；此前一年的日均客流仅约20-30人。